# Straat Alas
Straat Alas (Indonesisch: Selat Alas) is een zeestraat in Indonesië. Het water scheidt de eilanden Lombok en Soembawa, beide gelegen in de Indonesische provincie West-Nusa Tenggara, van elkaar. De Straat Alas is ongeveer 46 kilometer breed en verbindt de Balizee met de Indische Oceaan.
De Straat Alas is een belangrijk vangstplaats in Indonesië van pijlinktvissen. Van 1974 tot 1983 werd 15 procent van alle pijlinktvis in Indonesië gevangen in de Straat Alas, maar het aantal neemt sindsdien af.